# Agrotis amasina
Agrotis amasina là một loài bướm đêm trong họ Noctuidae.